# Нова-Попина
Нова-Попина (болг. Нова Попина) — село в Болгарии. Находится в Силистренской области, входит в общину Ситово. Население составляет 85 человек.

## Политическая ситуация
Нова-Попина подчиняется непосредственно общине и не имеет своего кмета.
Кмет (мэр) общины Ситово — Николай Георгиев Неделчев (Болгарская социалистическая партия (БСП)) по результатам выборов в правление общины.